# 27966 Changguang
27966 Changguang è un asteroide della fascia principale. Scoperto nel 1997, presenta un'orbita caratterizzata da un semiasse maggiore pari a 2,9108544 UA e da un'eccentricità di 0,2141493, inclinata di 9,76730° rispetto all'eclittica.